# Gary (South Dakota)
Gary ist eine Stadt  (mit dem Status „City“) im Deuel County im US-amerikanischen Bundesstaat South Dakota. Das U.S. Census Bureau hat bei der Volkszählung 2020 eine Einwohnerzahl von 240 ermittelt.

## Geografie
Gary liegt im Osten South Dakotas, unmittelbar an der Grenze zu Minnesota. Die geografischen Koordinaten von Gary sind 44°47′33″ nördlicher Breite und 96°27′21″ westlicher Länge. Das Stadtgebiet erstreckt sich über eine Fläche von 1,79 km².
Benachbarte Orte von Gary sind Brandt (27,6 km südwestlich), Clear Lake (24,3 km westsüdwestlich), Altamont (26,2 km westnordwestlich), Revillo (34,6 km nordnordwestlich), Marietta in Minnesota (27,5 km nördlich) und Canby in Minnesota (22,7 km südöstlich).
Die nächstgelegenen größeren Städte sind Sioux Falls (170 km südlich), Fargo in North Dakota (274 km nördlich) und Minnesotas größte Stadt Minneapolis (273 km östlich).

## Verkehr
Im Stadtgebiet von Gary befindet sich der nördliche Endpunkt des South Dakota Highway 101. Eine untergeordnete Landstraße verlässt das Stadtgebiet in östlicher Richtung nach Minnesota, eine weitere führt in westliche Richtung. Alle weiteren Straßen sind teils unbefestigte Fahrwege sowie innerstädtische Verbindungsstraßen.
Die nächsten Flughäfen sind der Sioux Falls Regional Airport (166 km südlich), der Hector International Airport in Fargo (285 km nördlich) und der Minneapolis-Saint Paul International Airport (270 km östlich).

## Demografische Daten
Nach der Volkszählung im Jahr 2010 lebten in Gary 227 Menschen in 120 Haushalten. Die Bevölkerungsdichte betrug 126,8 Einwohner pro Quadratkilometer. In den 120 Haushalten lebten statistisch je 1,89 Personen.
Ethnisch betrachtet setzte sich die Bevölkerung zusammen aus 96,9 Prozent Weißen, 0,9 Prozent Afroamerikanern sowie 1,8 Prozent amerikanischen Ureinwohnern; 0,4 Prozent (eine Person) stammten von zwei oder mehr Ethnien ab. Unabhängig von der ethnischen Zugehörigkeit waren 1,3 Prozent der Bevölkerung spanischer oder lateinamerikanischer Abstammung.
18,1 Prozent der Bevölkerung waren unter 18 Jahre alt, 55,9 Prozent waren zwischen 18 und 64 und 26,0 Prozent waren 65 Jahre oder älter. 48,5 Prozent der Bevölkerung war weiblich.
Das mittlere jährliche Einkommen eines Haushalts lag bei 30.446 USD. Das Pro-Kopf-Einkommen betrug 20.209 USD. 14,0 Prozent der Einwohner lebten unterhalb der Armutsgrenze.